# Ley de Sociedad de Convivencia
La Ley  de Convivencia es una norma legal mexicana publicada en la Gaceta Oficial del Distrito Federal el 16 de noviembre de 2006 y que entró en vigor al día siguiente después del plazo de 120 días naturales de su publicación, es decir el 17 de marzo de 2007. Da reconocimiento legal a aquellos hogares formados por personas sin parentesco consanguíneo o por afinidad. La ley contempla y determina ciertos derechos y obligaciones para los miembros de la sociedad de convivencia, de los que carecían muchas familias antes de la creación de esta ley. Entre otros, se definió en ella el derecho a heredar (la sucesión legítima intestamentaria), a la subrogación del arrendamiento, a recibir alimentos en caso de necesidad y a la tutela legítima — en casi todo México sólo gozan de estos derechos los ascendientes, descendientes o el cónyuge legal de una persona. Gracias a esta nueva ley, se pueden registrar sociedades de convivencia en la Ciudad de México (anteriormente Distrito Federal).

## Bilateralidad de derechos y deberes
Es una ley civil autónoma de interés público. Aun si se limitara a dar algún beneficio a una minoría seguiría conservando este carácter (al igual que la Ley de Derechos de Autor, que solamente protege a los creadores), pero en realidad reconoce derechos y obligaciones para las personas que suscriben un convenio de sociedad de convivencia, es decir, desde el momento en que los convivientes firman su convenio adquieren derechos y obligaciones bilaterales. Al registrar este convenio ante la Dirección Jurídica de la alcaldía correspondiente, comienzan a surtir efecto sus derechos oponibles a terceros equivalentes a conconcubinos (pareja de hecho). Luego de dos años del registro, se adquiere también el derecho a ejercer legítimamente la tutela sobre la persona conviviente y sobre sus bienes (en caso de enfermedad grave o imposibilidad de gobernarse), de manera equivalente a los cónyuges.

## Una ley polémica: homosexualidad y estado civil
Esta ley adquirió cierta notoriedad debido a que los medios de comunicación la manejaron como una legislación presuntamente destinada a equiparar las relaciones homosexuales al matrimonio, cuyo acceso anteriormente estaba reservado exclusivamente para parejas heterosexuales. En realidad, esta ley no reconoce vínculos familiares, y solamente concierne a los adultos de cualquier sexo o género que subscriban el convenio, en ningún caso a los menores hijos de cualquiera de los convivientes. Además, el hecho de establecer una sociedad de convivencia no cambia el estado civil de los convivientes, que siguen siendo solteros legalmente. Por ello, la sociedad de convivencia no es realmente equiparable a un matrimonio sino que más bien es una forma de unión civil.

## Especificidad de la ley
Por ser una ley especial su diseño legal presenta algunas características distintas:
Para hacer efectivo el derecho a obtener alimentos tienen que transcurrir dos años y en relación con los derechos sucesorios la ley remite a las reglas del Código Civil, por lo que el conviviente que sobrevive heredará como si fuera el cónyuge del conviviente muerto. Si existen hijos, heredará como un hijo y, si existen padres, heredará la mitad del patrimonio.
La tutela debe declararse judicialmente, proceso que no es automático, pero en el que se sigue un orden para que el juez designe tutor, pues en este procedimiento intervienen todos aquellos que legalmente puedan ejercitarla. Como la Ley de Sociedad de Convivencia equipara al conviviente con el concubino y con el cónyuge, se entiende que el juez deberá preferir en primer lugar, para designar tutor, al conviviente.
Las sociedades de convivencia se inscriben en un registro propio, distinto al
Registro Civil, pero las autoridades administrativas ante las que se registran se cercioran previamente a la formalización del acto de que ninguno de los solicitantes se encuentre unido en matrimonio.

## Alcances de la ley
En cuanto a los alcances de la ley, próximamente podremos conocer si a través de demandas contra el IMSS por discriminación se logra jurisdiccionalmente obtener la equiparación plena al concubinato para los fines de seguridad social (atención médica para el conviviente no asegurado y pensiones de viudedad).
A través del matrimonio y el concubinato se puede tener acceso a los beneficios de la seguridad social, no por alguna dispoisición intrínseca establecido en el Código Civil, sino por lo que establecen los reglamentes del IMSS, ISSSTE, ISSFAM, como organismos federales de seguridad social.

## Historia de la ley
La primera iniciativa de Ley de Sociedad de Convivencia fue presentada por la legisladora independiente Enoé Uranga desde el año 2001, pero en aquel entonces fue bloqueada por el Partido Acción Nacional (PAN), por el Partido Revolucionario Institucional (PRI) e incluso por el Partido de la Revolución Democrática (PRD).
La ley fue apoyada por la Comisión de Derechos Humanos del Distrito Federal (CDHDF), por el Consejo Nacional para Eliminar y Prevenir la Discriminación (Cenapred), por las organizaciones feministas y de derechos de las minorías sexuales (ONG), y también por intelectuales y artistas diversos.
La ley fue rechazada por Asociaciones Religiosas como lo son la "Iglesia Catolica. A.R." y la Agrupación Política Nacional Encuentro Social y por el partido local del Estado de México Unidos por México (que agrupan a Iglesias Evangélicas y organizaciones como la Unión Nacional de Padres de Familia (UNPF), los Caballeros de Colón, RedFamilia y ProVida.
Según una encuesta realizada por la empresa Parametría en mayo de 2003, el 55 por ciento de la población general estaba a favor de la ley de sociedades de convivencia. Desagregada, la información muestra que:
- quienes tienen entre 18 y 35 años son quienes más están de acuerdo (un 67 por ciento), y
- quienes están más en desacuerdo son los mayores de 55 años (con un 45 por ciento);

## Historia de la iniciativa de ley
La legisladora independiente Enoé Uranga presentó la iniciativa original en el año 2000, como presidenta de la Comisión de Derechos Humanos de la II Legislatura de la ALDF. Una vez que la influencia del líder perredista Andrés Manuel López Obrador disminuyó después de una apretada derrota en las elecciones presidenciales del 2 de julio de 2006 y de que Alejandro Encinas, por entonces Jefe de Gobierno del Distrito Federal, apoyó el proyecto de ley, el PRD, bajo la coordinación del diputado Víctor Hugo Círigo, la convirtió en el primer objetivo legislativo de su bancada, que es mayoritaria en la Asamblea Legislativa y, en gran medida, gracias a ella se logró su aprobación. Formalmente, la iniciativa fue vuelta a presentar en esta IV Legislatura de la ALDF por el Partido Alternativa Socialdemócrata y Campesina.
La ley contó además con los votos del Partido Revolucionario Institucional y con los de los partidos Convergencia por la Democracia, Nueva Alianza (dividido, pues Gloria Cañizo se abstuvo y Fernando Espino Arévalo votó en contra) y Partido del Trabajo, pero con la abstención del Partido Verde Ecologista de México y la franca oposición del Partido Acción Nacional (PAN), quien argumento que la iniciativa no había sido lo suficientemente discutida, a pesar de que llevaba casi seis años en debate. Los observadores afirman que el PAN se opuso debido a su cercanía ideológica a la iglesia católica. Un diputado del PRD, Samuel Hernández Abarca Archivado el 8 de febrero de 2009 en Wayback Machine., se abstuvo debido a que pertenece a la iglesia fundamentalista de origen mexicano La Luz del Mundo.

## Otros beneficiados
Dado que la sociedad de convivencia puede terminarse por mera notificación presentada por una de las partes (o por ambas) a la Dirección Jurídica de la delegación política correspondiente, cada vez un mayor número de parejas heterosexuales la consideran seriamente como una opción menos coercitiva que el contrato matrimonial usual.

## Cómo usar la ley
- La Ley de Sociedad de Convivencia sólo cubre a quienes cuenten con un comprobante de domicilio del hogar común en la Ciudad de México. Pero es efectivo su cumplimiento en todo el país, dado el principio constitucional que establece la vigencia de los actos jurídicos reconocidos en un estado, o en la CdMx. en todos los demás estados de la república.
- Podrán establecer una sociedad de convivencia dos personas mayores de edad que sean del mismo sexo o de diferentes sexos.
- No pueden estar casados, tener otra sociedad de convivencia, ni mantener un concubinato.
- No pueden tener parentesco ascendente o descendente, ni lateral hasta en cuarto grado.
- Se requiere la presentación de dos testigos.
- La sociedad de convivencia es esencialmente un convenio bilateral, que no es constituido por la autoridad, sino por el libre acuerdo entre los convivientes. Se puede elaborar un convenio que fije los acuerdos de propiedad y de convivencia, pero cualquier traspaso de propiedades inmuebles debe necesariamente, para tener validez plena, hacerse por escritura pública y registrarse ante el registro público de la propiedad.
- El convenio es vigente para cuestiones bilaterales desde el momento en que lo firmen los convivientes, pero para ser oponible a terceros debe registrarse ante la dirección jurídica y de gobierno de la delegación en donde se ubique el domicilio común.
- El trámite debe realizarse ante la Jefatura de Unidad Departamental de Justicia Cívica y Registro Civil de la delegación política correspondiente al domicilio común de convivencia.
- Las solicitudes para el trámite de ratificación y registro se distribuyen, desde el 16 de marzo de 2007, en la delegación política correspondiente al domicilio común de convivencia.
- El costo del trámite de registro es de unos $86 pesos, y la terminación o cualquier modificación del convenio patrimonial y de convivencia cuestan unos $1,450 pesos.